# Diocesi di Ticelia
La diocesi di Ticelia (in latino: Dioecesis Ticeliensis) è una sede soppressa e sede titolare soppressa della Chiesa cattolica.

## Storia
Ticelia è un'antica sede episcopale della Libia Pentapolitana.
Incerta è l'identificazione di questa sede e non si è nemmeno sicuri che sia il nome esatto della città. Infatti nel concilio di Efeso del 449 compare Teodolo, vescovo di Ticelia in Libia. Nella Notitiae Episcopatuum pubblicata dal Gelzer compare la sede di Sicelia, corruzione evidente del nome di Ticelia. Nel concilio di Efeso del 431 tra i firmatari degli atti si trova Sosipater, vescovo di Septimiace.
All'inizio del XX secolo è stata una sede vescovile titolare, oggi soppressa.

## Cronotassi dei vescovi titolari
- Emile-Auguste Allgeyer, C.S.Sp. † (17 febbraio 1897 - 9 aprile 1924 deceduto)
- Silverio Velasco Pérez † (18 dicembre 1924 - 5 dicembre 1927 deceduto)